# Sajncho Namtsjylak
Sajncho Namtsjylak (Саин-Хоо Намчылак, ook als Sainkho Namtchylak geschreven), eigenlijk Ljoedmila Okan-oolovna Namtsjylak (Kyzyl, 11 maart 1957), is een Siberische moderne zangeres, lyricus en beeldend kunstenares.

## Biografie
Haar ouders waren onderwijzers, haar grootouders nomaden. Al op jonge leeftijd kwam Namtchylak door haar grootmoeder in contact met de traditionele boventoonzang van de Turkse volkeren van Zuid-Siberië. Van haar leerde ze veel traditionele liederen, voordat ze in 1975 een opleiding begon aan de muziekhogeschool in Kyzyl, die ze vanaf 1981 vervolgde aan de Ipolitova-Ivanova-academie in Moskou. Haar diploma kreeg ze in 1988 van het Gnesin-Institut met een werkstuk over zangstijlen in de rituele muziek van Siberië. Naast haar opleiding was Namtchylak ook lid van verschillende muziekgroepen en werkte ze samen met de folkloregroep Sajani van 1987 tot 1989 een tournee af door Europa, Azië en Amerika. Daarna voegde ze zich in Moskou bij de experimentele groep Tri-O, waarmee ze optredens in het westen had. In 1991 verhuisde ze voor meerdere jaren naar Wenen.
Ze speelde met muzikanten als Andreas Vollenweider, Peter Kowald, Werner Lüdi, Shelley Hirsch, Irene Becker, Jan Garbarek, Vladimir Tarasov, Dschiwan Gasparjan, Wolfgang Muthspiel en het Moscow Composers Orchestra. 
Sinds begin jaren 1990 wijdde ze haar muzikale schepping van de synthese van de traditionele Siberische muziek met westerse muziekstijlen zoals freejazz en pop. Daarop baserend nam ze albums op als Naked Spirit (prijs van de Duitse Schallplattenkritik in de categorie Folklore/Worldmusik) en Who Stole the Sky (World Music Awards van BBC Three, 2005). In 2015 verscheen haar album Like a Bird or Spirit, Not a Face, dat ze samen opnam met Eyadou Ag Leche en Said Ag Ayad van de Toeareg-band Tinariwen. Het album werd geproduceerd door Ian Brennan.
Haar stem omvat zeven octaven. Op meerdere albums (bijvoorbeeld Who Stole the Sky?, Cyberia) treedt ze solo op.

## Privéleven
In 1997 werd ze het slachtoffer van een aanval en lag ze meerdere weken in coma.

## Discografie
- 1991: Anthology of Russian Jazz
- 1991: Tunguska-Guska, eine Meteoritenoper (hoorspel van Grace Yoon en Iris Disse)
- 1991: Lost Rivers
- 1992: Pulse, met Michael Sievert, Dizzy Essentials (Helmut Diez)
- 1993: Out Of Tuva
- 1996: Mars song (duet met Evan Parker)
- 1996: Amulet (duet met Ned Rothenberg)
- 1996/99: Aura (met Kowald, Tarasov, Volkov)
- 1997: Time Out
- 1997: Letters
- 1997 Time Out
- 1998: sound poetry live (samen met Allen Ginsberg, Wolfgang Bauer en Ed Sanders)
- 1998: Naked Spirit
- 2001: Stepmother City
- 2003: Who Stole The Sky?
- 2005: Forgotten Streets of St. Petersburg (met Tri-O)
- 2006: Karmaland
- 2009: Cyberia
- 2013: Go to Tuva (met Garlo)
- 2015: Like a Bird or Spirit, Not a Face